# Alan Budikusuma
Alan Budikusuma (Soerabaja, 29 maart 1968) is een voormalig Indonesisch badminton-speler met Chinese voorouders.
Budikusuma won op de Olympische Spelen van 1992 in Barcelona goud in het enkelspel en trouwde met Susi Susanti die op dezelfde Spelen een gouden medaille behaalde in het vrouwen-enkelspel. Ze hebben samen 3 kinderen:
- Lourencia Averina, 1999
- Albertus Edward, 2000
- Sebastianus Frederick, 2003

Ze hebben een badmintonclub in Jakarta Utara.

## Medailles op Olympische Spelen en wereldkampioenschappen
| Logo van de Olympische Spelen | Onderdeel        | Resultaat |
| ----------------------------- | ---------------- | --------- |
| 1992                          | Mannen enkelspel | Goud      |
| WK                            | Onderdeel        | Resultaat |
| 1991                          | Mannen enkelspel | Zilver    |